# Tengerparti tátorján
A tengerparti tátorján  más néven heringkél (Crambe maritima) a káposztafélék (Brassicaceae) családjába tartozó tátorján (Crambe) nemzetség egy faja.
Gyakran fű vagy félcserje formájában találjuk meg. Virága keresztes. Szára vastag, zöld, indákat bocsát ki. Levele húsos, zöld, nagy és deres, körbe szabdalt. A virága fehér fürtös vagy szétágazó alakú. Többnyire 30–60 cm magasra nő meg, többnyári növény.

## Előfordulása
Angliában, Franciaországban Nizza partjainál, Holstein és Mecklenburg partjainál fordul elő a leggyakrabban.

## Története
A 19. századig a tengerparti tátorjánt minden partszakaszon meg lehetett találni. William Curtis Directions of the Cultivating the Crambe Maritima, Or Sea-kale, for the Use of the Table (Útmutatások a tengerparti tátorján asztali felhasználásához) című munkájának 1799-es megjelenése után a növény rendkívül népszerű lett, és a tömeges begyűjtése miatt a vadon élő populációk drámai mértékben lecsökkentek. Ezért spóroljanak vele, ha úgy döntenek, meg akarják kóstolni, és egy példányról 2-3 példányt vigyenek haza.

## Begyűjtés/beszedés
A tengerparti tátorján nagyon keserű is lehet, ezért csak fiatal, fehér hajtásai vagy alsó szárrésze különösen a talaj alatti, ami
ehető. Az is előfordul, hogy homokot vagy kavicsot halmoznak a növény köré, hogy az kiszívja belőle keserű ízét. Vigyenek magukkal éles kést, hogy át tudják vágni vele a növény vastag szárát.

## Felhasználás
A fiatal hajtásokat és leveleket nyersen is fogyaszthatják salátaként.

### Főtt tengerparti tátorján
A szárakat vágják közepes nagyságú darabokra, és sós vízben főzzék puhára 10-15 percig. Olvasztott vajjal, citromlével vagy
hollandi mártással kínálják. A fiatal virágokat úgy főzzék meg mint a brokkolit.